# 断熱的到達可能性
断熱的到達可能性(Adiabatic accessibility)とは、熱力学における概念の一つ。「断熱・断物の壁で囲まれた系の任意の2つの平衡状態 X, Y について、X から Y への状態変化が力学的仕事だけで起こせること」を指す。
エリオット・H・リーブとヤコブ・イングヴァソンはこの概念を用い、次のような要請（数学における公理に相当する）を熱力学の出発点のひとつにおいた。
「断熱・断物の壁で囲まれた系の任意の2つの平衡状態 X, Y について、X から Y への状態変化が力学的仕事だけで起こせるか否かが定まっている。」
つまり「状態たちの間に一本の序列が付けられる」ということである。もちろんこれだけでは熱力学の要請としては足りないので、他にも幾つかの要請をおく。そうすると、任意の状態について、その大小がこの序列の順番を決めるような、ある相加的な量が（定数倍などのつまらない不定性を除いて実質的に）一意的に定義できることが示せる。それがエントロピーになる。

## 定義
平衡状態 Y が別の平衡状態 X から断熱的到達可能であることを、{\displaystyle X\prec Y}と書く。{\displaystyle \prec }の定義として以下の要請がなされる：
反射則どのような X についても{\displaystyle X\prec X}
推移則{\displaystyle X\prec Y}かつ{\displaystyle Y\prec Z}ならば{\displaystyle X\prec Z}
状態の複合との一貫性{\displaystyle X\prec X'}かつ{\displaystyle Y\prec Y'}ならば{\displaystyle (X,Y)\prec (X',Y')}
スケール不変性{\displaystyle X\prec Y}ならば{\displaystyle \lambda X\prec \lambda Y}
分裂と再結合{\displaystyle 0<\lambda <1}について {\displaystyle X\prec ((1-\lambda )X,\lambda X)} であり {\displaystyle ((1-\lambda )X,\lambda X)\prec X} である
安定性もしいくらでも小さい{\displaystyle \epsilon >0}について{\displaystyle (X,\epsilon Z_{0})\prec (Y,\epsilon Z_{1})}ならば{\displaystyle X\prec Y}
反射則と推移則から、{\displaystyle \prec } は前順序であることに注意する。この要請の中には、「熱」や「可逆機関」などの概念が含まれていない。さらに温度の概念さえ必要ない。しかしエントロピーを定義するにはまだ足りず、以下の比較仮説が必要である。

### 比較仮説
2つの状態 X, Y について、{\displaystyle X\prec Y}か{\displaystyle Y\prec X}の少なくともどちらか一方は成り立つ。これを比較仮説という。
この比較仮説は、{\displaystyle X\prec Y}を満たす{\displaystyle (X,Y)}の一覧表が十分に長いことを保証してくれる。逆にこの比較仮説がないと、エントロピー関数によって記述されない状態の一覧表も出てくる。

## エントロピーの構成
{\displaystyle X\prec Y} の時かつその時に限り、エントロピーは {\displaystyle S(X)\leq S(Y)}という性質を持つ。また{\displaystyle X{\overset {\underset {\mathrm {A} }{}}{\sim }}Y}の時かつその時に限り、{\displaystyle S(X)=S(Y)}という性質を持つ。これは熱力学第二法則に対応している。
{\displaystyle X_{0}\prec X_{1}}を満たす２つの状態{\displaystyle X_{0}}と{\displaystyle X_{1}}を選び、それぞれのエントロピーを0と1とした場合、{\displaystyle X_{0}\prec X\prec X_{1}}をみたす状態X のエントロピーは次のように定義される。

{\displaystyle S(X)=\sup(\lambda :((1-\lambda )X_{0},\lambda X_{1})\prec X)}